# Sakura Mail
Sakura Mail (桜通信 Sakura Tsūshin?) también conocido como Sakura Diaries, es un manga seinen del mangaka de hentai U-Jin, que narra la historia de amor entre Touma Inaba y su prima Urara Kasuga. Clasificado como «soft hentai» por el propio autor, debido a que en esta obra hizo más énfasis en el argumento de drama y romance.
Dicho manga fue adaptado a una serie de OVAs de 12 episodios, la cual es más suave que el manga pero incluye escenas de desnudos y una escena de sexo breve no explícita, así como también se habla de ello, aparte del romance dominante; el sexo es ilustrado a menudo de manera caricaturesca en los pensamientos de Touma, muy a modo de Golden Boy.
La serie fue lanzada exclusivamente al mercado en video, pero también fue emitida en una ocasión en la televisión japonesa, pero para esta ocasión fue editada una versión donde fueron recortadas las escenas más "fuertes" de la serie, así como también se le agregó ropa interior a los personajes para evitar los desnudos.
La versión original de la serie sin censuras fue licenciada por Locomotion y transmitida en idioma original con subtítulos para América Latina e Iberia (España y Portugal); anteriormente en España había sido editada en VHS con doblaje español por Manga Films. También fue transmitida por MTV Italia mediante un bloque de anime.

## Manga
La serie fue lanzada al mercado por Young Sunday Comics, consta de 20 tomos, cada uno de alrededor de 200 páginas a blanco y negro, con portada y contraportada a color.
El manga es más completo y complejo que la serie de anime, debido a que esta fue basada en los dos primeros tomos del manga, como éste aún estaba en desarrollo, el mangaka U-Jin permitió un final distinto al que tenía planeado para el manga. En el mismo, se muestran escenas de sexos más explícitas.

## Personajes
Nota: se añaden los datos hasta el momento del manga, que está en proceso de traducción en varios idiomas, en español la serie va por el tomo 3 completo, y según fuentes se trabaja en los tomos 4 y 5 simultáneamente, en la versión inglesa va por el tomo 11 capítulo 119.
- Touma Inaba

Un estudiante de preparatoria que trata de entrar a la Universidad de Keiō repetidas veces. Cuando va a presentar el examen otra vez, conoce a Mieko Yotsuba. Cuando ve los resultados y se entera de que reprobó el examen le miente a Mieko diciéndole que si le aceptaron para poder estar con ella. Vive con su prima Urara Kosuga quien siente afecto por él.
En el manga, Touma pasa infinidad de problemas, lo que le hace perder los ánimos y querer desistir de sus propósitos de entrar a la universidad, el siempre recibe apoyo de su prima Urara, la tragedia parece cernirse sobre él como una sombra de mal augurio; su padre sufre de problemas del corazón, y luego el mismo sufre un accidente que le deja con un brazo fracturado, imposibilitándole el poder escribir y con eso el poder hacer el examen de admisión, luego de muchos problemas, Inaba logra hacer el examen ayudado por un tutor, y está a la espera de los resultados (datos del tomo 11, actualmente incompleto por el grupo de "scarlators"). Es virgen.
- Urara Kasuga

Es una pura, inocente y juguetona chica de secundaria. Está enamorada de su primo que cariñosamente lo llama "Tonma-chan" y cuando averigua que él mintió a Mieko solo para impresionarla, sólo el respeto y amor que le tiene a Touma la previenen de revelarlo a Mieko. Ella mantiene el dicho que su papá nunca está alrededor de ella, de que llega muy de noche y sale temprano y, según ella, siempre está lejos cuando Touma le pregunta, pero él averigua después que ambos tiene el departamento para ellos solos.
En el manga, ella sufre por un amor difícil y esquivo como el de Inaba, después de varios altibajos en la relación ella queda embarazada de Touma, pero pierde el bebé al recibir una patada en el vientre. Se mete en líos con una profesora lesbiana que tiene relaciones con ella, Urara hace esto para lograr que Inaba pueda seguir en la preparatoria, además, como ha sufrido por Touma, ha trabajado en varios "clubes de citas" lo que le ha acarreado varios problemas con los clientes. El padre de ella contrata a un tipo misterioso, que resulta ser un excompañero de primaria de Urara, para que le ayude como tutor en los exámenes de admisión, pero el verdadero motivo es el de que se encargue de separar a Urara y a Inaba, sin importar las medidas a usar. Ella después de darse cuenta del engaño de su tutor y por varias vueltas de la trama, se entera de que este es el que maquinó el accidente de Inaba, ella se propone a darle ánimos con un incentivo sexual.
- Mieko Yotsuba

Una bella pelirroja que entra a la Universidad de Keiō y es el objeto del deseo de Touma. Ella no puede saber el secreto de Touma, pero ella tiene sus propios secretos con respecto a un hombre que vive en Europa.
En el manga ella y Touma dejan de verse un tiempo, pero ella se aproxima a Inaba de nuevo, le explica lo de su novio en Europa y le pide que por el año que le queda de libertad, que la haga feliz y que le deje "bellos recuerdos" antes de casarse. En un punto de la historia, Inaba y ella estuvieron a punto de tener relaciones, pero Touma se negó, diciendo que no puede "traicionar" a Urara de esa manera. Esta en contacto por carta con Touma, y le cuenta que dentro de pocas semanas su novio volverá para casarse con ella.
- Tanahashi Mashu

El mejor amigo de Mieko antes de la Universidad, ve a Touma con cierta indiferencia. En la Universidad es un excelente estudiante y atrae a las chicas.
En el manga el siente que Inaba es un rival que tiene que desaparecer, le hace la vida imposible a Touma mientras mantuvo "algo" con Mieko-san, este le hace que se vuelva adicto a la droga Speed, de la cual Touma no podía separarse porque las notas estaban saliendo perfectas, pero que Inaba logra dejar atrás, luego se alía con un tipo misterioso, y es el que le ocasiona la fractura del brazo a Inaba, cuando lo atropelló con un auto robado, está buscando la forma de vengarse del tutor de Urara, por haberle dañado la nariz, y está buscando la forma de matar a Inaba, este recibe una paliza por parte de Akimoto, y Mashu le propina una puñalada en la espalda.
- Komi Natsuki

La mejor amiga de Urara, es muy enérgica y frecuentemente aconseja a Urara como tratar a Touma.
En el manga ella es una chica algo "liberal" y gusta de trajes y cosméticos, por lo que trabaja de medio tiempo en "clubes de citas", ella arrastra a Urara a ese mundo tan peligroso, luego de varios problemas tiene relaciones con Mashu, el cual lo hace por "diversión" y por saber más de Inaba en primera instancia, luego sigue haciéndolo con ella porque asegura "que no hay chica que lo haga como ella en la cama" (o algo parecido), por ella es que Inaba obtiene la droga Speed, que Mashu le hizo creer a Komi que es un incienso para concentración, luego más adelante ella por jugarle sucio a un cliente, (por ayudarle a Urara que estaba embarazada) es raptada y violada por tres tipos. Después se decolora el cabello y se broncea por completo, muy al estilo de las "Ganguro Girls", seguramente por una crisis después de la violación, ella escucha a Mashu afirmar que atropelló a Inaba, y luego le informa a Urara acerca de esto, ella hace lo que sea por Mashu, este la ha empezado a "prostituir" en casas de citas, para que le dé dinero; ella le informa a Akimoto que Mashu fue el causante del accidente de Inaba.
- Koji Akimoto

El mejor amigo de Touma de la preparatoria del examen, también ha reprobado varias veces el examen de admisión para la Universidad, es prácticamente un vago, siempre trata que Touma se integre a su ambiente pero no le hace caso.
En el manga se revela que él es una persona que ha sufrido mucho, su hermana sufre de Leucemia, y es por eso que él no ha querido entrar a la Universidad, porque si entra no habría dinero suficiente para pagar los tratamientos de su hermana, además de eso, se revela que él estuvo enamorado de la profesora Kugenuma, la cual lo desprecio, por ser lesbiana, este entra en un periodo semidepresivo porque siente que no puede ayudar a su amigo Inaba. Se entera por Komi, que Mashu fue el causante del atropello de Inaba, este lo busca en el Campus de Keio y le propina una golpiza, Mashu le apuñala en la espalda, y hasta ahora no se sabe que pasará con él.

## Voces
Japón
| Personaje                  | Seiyuu          |
| Urara Kasuga               | Kyoko Hikami    |
| Touma Inaba                | Mitsuaki Madono |
| Koumi Natsuki              | Mako Hyoudou    |
| Meiko Yotsuba              | Rumi Kasahara   |
| Tatsuhiko Mashu            | Kunihiko Yasui  |
| Madre de Touma             | Masa Saito      |
| Keisuke                    | Masamichi Ota   |
| Chica en Televisión (ep 1) | Miho Yamada     |
| Mother A (Ep. 1)           | Mizue Ohtsuka   |
| Koji Akimoto               | Naoki Tatsuta   |
| Anunciador de TV           | Osamu Hosoi     |
| Madre de Touma             | Sho Saito       |
| Entrenador                 | Takayasu Usui   |

## Música
Tema Inicial: Kimi no Mado Kara (Desde tu ventana).
Tema Final: Love Rides on the Wind (El amor viaja por el viento).
Ambos temas interpretados por Takako Kuwata, con música y letra de Keiichi Sogabe.

## Lista de Episodios
- 1.- El éxito en Tokio
- 2.- Mi prima es una chica de citas
- 3.- ¿Falso estudiante y esclavo del amor?
- 4.- Motel de seducción
- 5.- La primera experiencia
- 6.- El primer amor en Kamakura
- 7.- Triángulo de amor
- 8.- La confesión de Mieko
- 9.- El primer beso bajo la lluvia
- 10.- Nuestro cuarto de baño
- 11.- El síndrome del estudiante
- 12.- La decisión del estudiante

Nota: El anime termina en el capítulo 17 del manga, aunque incluye algunas escenas de capítulos posteriores y omite ciertas escenas. Por lo tanto quedarían 183 capítulos del manga que están fuera del anime.

## Videojuegos
Existe al menos un videojuego sobre este anime lanzado para la Sega Saturn, llamado Sakura Tsuushin: ReMaking Memories, con RFG ID #: J-060-S-09130-A.